# 浅野研究所
株式会社浅野研究所（あさのけんきゅうしょ）は、愛知県愛知郡東郷町に本社・工場を置く熱成形機（真空・圧空成形機）を製造する企業。

## 沿革
- 1953年（昭和28年）10月7日 - 設立。
- 1992年（平成4年） - 月島機械株式会社の連結子会社となる。
- 2004年（平成16年） - MBOにより月島グループを離脱。